# Malzey
Malzey est un ancien village lorrain dont les ruines et le territoire ont été réunis  à la commune d'Aingeray en 1732  cependant quelques habitants y habitent jusqu'à 1820 environ,,.

## Dénomination
On sait que le village était nommé : Molisiacum (diplôme de l'empereur allemand Othon en 965), Molisy (en 976), Molesiacum (en 982), Molosiacum (en 1050), Mollisey (en 1322), Molsey (en 1742), Molesiac puis Malzey (Molzey, Marley, Malzet).

## L'ermitage Saint Jean
Un monastère d'hommes y était construit et réunissait des pèlerins annuellement.

## Géographie
Le village est situé entre Nancy et Toul. L'ancien village se trouve sur la rive droite de la Moselle en plein plateau d'Aingeray, à 2 km en direction de Liverdun. Son altitude moyenne est de 256 mètres.

## Histoire
- Pépin roi des Francs donna le village à Bornon, évêque de Toul [6], mort en 794. Ce lieu fut dans la suite engagé aux comtes de Chaumentais et fut retiré par l'évêque saint Gérard qui le céda aux religieux de Saint Mansuy-lès-Toul[7].
- Le village et le château sont détruits au XVIIe siècle par la Guerre de Trente Ans[8].
- Dans le Dictionnaire Universel de 1726, Molzey (Molisiacus) est rattaché au duché de Lorraine, au diocèse de Toul, à l'Office de Gondreville, à la cour Souveraine de Lorraine. On y dénombre 14 habitants.
- En juin 1697, Jean de Pardieu, de Velaine-les-Bois (devenu  Velaine-en-Haye), par un traité du maire entre les gens de justice d'Aingeray et les chanoines de Liverdun se vit offrir de rétablir la chapelle de Malzey et d'élever des bâtiments à côté pour y passer sa vie (archives du séminaire  de Toul). De ce fait, il devint le gardien de la chapelle de l'ermitage Saint-Jean Baptiste.
- En 1702 l'État du temporel des paroisses rédigé par l'abbé Rice, signale à Malzey la présence d'un maître d 'école et d'un Chatelier d'église (probablement Jean de Pardieu)[9].Le 21 septembre 1712,soit un peu plus de deux ans après la mort de Jean de Pardieu, l'évêque de Toul autorise le rétablissement de l'église de Malzey par ses habitants et par les décimateurs dudit lieu (les chapitres).
- Le prêtre écrivain et inventeur Louis Sébastien Jacquet de Malzet, né à Nancy en 1715 et mort à Vienne en 1800, a été prieur dans ce village [10]. Il a suivi le départ de François III de Lorraine en Autriche puisque des écrits attestent sa présence à Vienne. Cet abbé a été professeur de géographie et d'histoire naturelle à l'académie militaire de Vienne (Autriche)[11].
- L'arrêt du Conseil royal des finances du 3 septembre 1746 nous dit que le village est rattaché au magasin de Gondreville.
- Deux batteries d'artillerie terrassées ont été installées et sont restées en place entre 1874 et 1914. Sur les cartes actuelles figurent encore ce lieu-dit : Les Batteries.

### Familles de Malzey
- Desrosier.

### Liste des maires
En 1714,Joseph BON.
En 1789, François François, est le maire d'Aingeray.

### Liste des curés
- Jean Joseph Liegault, en 1698.

### Démographie
En 1636, il n'y avait plus d'habitants en raison de la peste de l'épidémie de peste qui sévissait dans la région et les dégâts causé par la  Guerre de Trente Ans. Probablement déserté également dès le XVe siècle, le village a dû être repeuplé peu avant 1700. Puis, il a été définitivement abandonné dans la deuxième moitié du XVIIIe siècle. Henri Lepage dans son livre Les communes de la Meurthe : journal historique des villes, bourgs (Vol. 1, édition de 1853) indique que le dernier habitant aurait déserté le village vers 1820.

### Patrimoine religieux
Le retable de la chapelle de l'ermitage Saint-Jean Baptiste de Malzey a été récupéré et placé dans l'église d'Aingeray.

### Patrimoine civil
Il subsiste encore la fontaine d'époque romaine.

## Archives
Biens provenant des établissements religieux unis au séminaire de 1333 à 1732 (archives.cg54 G167-244).